# Kochanek (film)
Kochanek (fr. L'Amant) – francusko-brytyjsko-wietnamski melodramat erotyczny z 1992 roku, zrealizowany przez Jean-Jacques’a Annauda na podstawie powieści Marguerite Duras.

## Treść
Francuskie Indochiny w okresie międzywojennym. Pochodząca ze zubożałej francuskiej rodziny 15-letnia uczennica z Sajgonu zakochuje się w przypadkowo poznanym 32-letnim Chińczyku. Oboje spotykają się w wynajętym pokoju, lecz ich związek, choć namiętny, nie ma przyszłości ze względu na nietolerowane ówcześnie różnice. Pochodzący z zamożnej rodziny partner jest zaręczony z bogatą Chinką; matka dziewczyny początkowo gwałtownie ją potępia, lecz ze względu na trudności finansowe rodziny (którą kochanek córki wspomaga), później milcząco toleruje ten związek. Ostatecznie mężczyzna zawiera odpowiednie dla swego statusu małżeństwo, a dziewczyna wraz z rodziną wyjeżdża do Francji.

## Obsada
- Jane March – młoda dziewczyna
- Tony Leung Ka Fai – Chińczyk
- Frédérique Meininger – matka dziewczyny
- Arnaud Giovaninetti – jej starszy brat
- Melvil Poupaud – jej młodszy brat
- Lisa Faulkner – Helene Lagonelle
- Xiem Mang – ojciec Chińczyka
- Philippe Le Dem – francuski nauczyciel
- Jeanne Moreau – narratorka